# چاپمن تو
چاپمن تو (انگلیسی: Chapman To؛ زادهٔ ۸ ژوئن ۱۹۷۲) یک هنرپیشه اهل چین است.
از فیلم‌ها یا برنامه‌های تلویزیونی که وی در آن نقش داشته است می‌توان از شورش، بونتی، ایزابلا، ققنوس وارد می‌شود، جکی و خون‌آشامان، پارکینگ، جادوگر و مار سفید و کمدی سیاه نام برد.